# 2874 Jim Young
2874 Jim Young eller 1982 TH är en asteroid i huvudbältet som upptäcktes den 13 oktober 1982 av den amerikanske astronomen Edward L.G. Bowell vid Anderson Mesa Station. Den är uppkallad efter den amerikanske astronomen James Whitney Young.
Asteroiden har en diameter på ungefär 6 kilometer.